# نارایانا سوکتا
نارایانا سوکتا یا نارایانا سوکتام (IAST: Nārāyaṇa Sūktam) نیایش خدای متعال نارایانا در یاجورودا است.
برخی از مفسران آن را به عنوان یک ضمیمه عرفانی به پوروشا سوکتا می‌دانند.
نارایانا، در آیین هندو، حقیقت عالی (برهمن)، خالق در نظر گرفته می‌شود و این سرود برای پرستش نارایانا، خوانده می‌شود. ویشنو و شیوا وجوه پروردگار متعال هستند و نه خدایان مختلف.

## یادداشت
1. ↑  The Significance of the Narayana Sukta in Daily Invocations by Swami Krishnananda.
2. ↑  Farrand, Thomas Ashley. Chakra Mantras: Liberate Your Spiritual Genius Through Chanting. Weiser Books, 2006. شابک ‎۱۵۷۸۶۳۳۶۷۲. P. 40.